# Têche
Têche är en kommun i departementet Isère i regionen Auvergne-Rhône-Alpes i sydöstra Frankrike. Kommunen ligger i kantonen Saint-Marcellin som tillhör arrondissementet Grenoble. År 2022 hade Têche 599 invånare.

## Befolkningsutveckling
Antalet invånare i kommunen Têche
Referens:INSEE